# Studio X Sessions E.P.
Studio X Sessions E.P. är en EP av Death Cab for Cutie, släppt 2004. Den var exklusivt släppt på Apples iTunes Store.

## Låtlista
EP:n innehåller nya versioner på fyra låtar som tidigare varit utgivna:
1. "The New Year" (Transatlanticism)
2. "Blacking Out the Friction" (The Photo Album)
3. "Bend to Squares" (Something About Airplanes)
4. "Army Corps of Architects" (Sub Pop Singles Club mars 2000 / You Can Play these Songs with Chords)